# Пинк М
Пинк М (на сръбски: Pink M) е частен телевизионен канал в Черна гора. Създаден е на 3 септември 2018 г. като „Пинк Медия“ със седалище в Подгорица, когато „Пинк Медия Груп“ продава своите канали „Пинк М“ (преименуван на „Нова М“) и „Пинк БХ“ (преименуван на Нова БХ) на „Юнайтед Груп“.